# Alexander Kamp
Alexander Kamp Egested (Køge, 14 dicembre 1993) è un ciclista su strada danese che corre per il team Intermarché-Wanty. È professionista dal 2012, ha vinto due campionati danesi in linea nel 2016 e nel 2022.

## Palmarès
- 2010 (Juniores, quattro vittorie)

1ª tappa Bikebuster Junior Cup (Vejle)
4ª tappa Tour de Himmelfart (Odder > Odder)
2ª tappa Bikebuster Junior Cup (Aarhus)
2ª tappa, 2ª semotappa Liège-La Gleize (Thimister > Thimister)
- 2011 (Juniores)

3ª tappa Driedaagse van Axel (Hulst > Axel)
Classifica generale Driedaagse van Axel
1ª tappa Liège-La Gleize (Aubel > Aubel)
Classifica generale Liège-La Gleize
- 2013 (Team Cult Energy, una vittoria)

Grand Prix de la Ville de Nogent-sur-Oise
- 2015 (ColoQuick, due vittorie)

Skive-Løbet
Grand Prix Horsens
- 2016 (Stölting Service Group, due vittorie)

Grand Prix Horsens
Campionati danesi, Prova in linea Elite
- 2017 (Virtu Cycling Team, tre vittorie)

3ª tappa International Tour of Rhodes (Rodi > Rodi)
4ª tappa Tour du Loir-et-Cher (Montrichard > Montrichard)
Classifica generale Tour du Loir-et-Cher
- 2018 (Virtu Cycling Team, tre vittorie)

Sundvolden Grand Prix
5ª tappa Tour of Norway (Moelv > Lillehammer)
Lillehammer Grand Prix
- 2019 (Riwal Readynez, tre vittorie)

2ª tappa Circuit des Ardennes (Rocroi > Monthermé)
Classifica generale Circuit des Ardennes
3ª tappa Tour de Yorkshire (Bridlington > Scarborough)
- 2022 (Trek-Segafredo, una vittoria)

Campionati danesi, Prova in linea Elite
- 2023 (Tudor Pro Cycling Team, una vittoria)

Classifica generale Région Pays de la Loire Tour

### Altri successi
- 2011 (Juniores)

Classifica a punti Driedaagse van Axel
- 2017 (Virtu Cycling Team)

Classifica a punti Tour du Loir-et-Cher
- 2019 (Riwal Readynez)

Classifica a punti Settimana Internazionale di Coppi e Bartali

## Piazzamenti

### Grandi Giri
- Giro d'Italia

2024: 110°
- Vuelta a España

2020: ritirato (14ª tappa)

### Classiche monumento
- Milano-Sanremo

2024: 161°
- Liegi-Bastogne-Liegi

2020: 63º
2021: 39º
2025: ritirato

### Competizioni mondiali
- Campionati del mondo

Offida 2010 - In linea Junior: ritirato
Copenaghen 2011 - In linea Junior: 103º
Richmond 2015 - In linea Under-23: 5º
Wollongong 2022 - In linea Élite: 57º

### Competizioni europee
- Campionati europei

Herning 2017 - In linea Elite: 120º
Glasgow 2018 - In linea Elite: ritirato